# Helena de Lima
Helena de Lima (Rio de Janeiro, 17 de maio de 1926 – 
Rio de Janeiro, 16 de maio de 2022) foi uma cantora e compositora brasileira.

## Carreira
Helena de Lima foi descoberta por César Ladeira na década de 1940, em um de seus programas na Rádio Nacional, onde a cantora se apresentou como caloura. Em 1948, começou a trabalhar como crooner na boate Pigalle, no Rio de Janeiro.
Em 1952, gravou seu primeiro disco pela gravadora Continental. Em meados dos anos 1950, apresentava-se com freqüência em diversas boates do Rio de Janeiro e de São Paulo. 
Foi contratada para o elenco da Rádio Nacional. Trabalhou ainda na TV Paulista e na Rádio e TV Record, em São Paulo. No final da década de 1950, iniciou uma parceria com o maestro Lauro Miranda. Na década de 1960 lançou vários LPs, alguns deles gravados ao vivo em "shows" na boate Cangaceiro, onde fez grande sucesso e onde se apresentava também - em dias alternados - a cantora Elizeth Cardoso. Uma de suas canções mais conhecidas é a marcha-rancho "Estão Voltando as Flores", de Paulinho Soledade.
Viveu no Retiro dos Artistas, no Rio de janeiro, até a sua morte, que ocorreu em 16 de maio de 2022.

## Discografia

### Álbuns
- (1950) Bodocongó/Oi, que tá bom, tá • Todamérica • 78*
- (1951) Baião do Salvador/Feliz matrimônio • Todamérica • 78
- (1952) Vamos balançar/Samba que eu quero ver • Continental • 78
- (1956) Dentro da Noite • Continental • LP
- (1956) Coração, atenção!/Prece • Continental • 78
- (1958) Vale a Pena Ouvir Helena • Continental • LP (1958) Ausência/Por causa de você • Continental • 78
- (1961) Pierrô/Pedro das Flores • RGE • 78
- (1961) De agosto a setembro/Notícia de jornal • RGE • 78
- (1961) A Voz e o Sorriso de Helena de Lima • RGE • LP
- (1950) Martírio/Cachopa • Todamérica • 78
- (1962) Estão voltando as flores • Mocambo • 78
- (1962) O Céu Que Vem de Você • RGE • LP
- (1962) Estão voltando as flores/Fiz o bobão • Mocambo • 78
- (1963) Quando a Saudade Chegar • RGE • LP
- (1963) Só • RGE • LP
- (1964) Uma Noite no Cangaceiro • RGE • LP
- (1965) Bar Cangaceiro • RGE • LP
- (1966) De Helena de Lima aos Seus Amigos • RGE • LP
- (1967) Outra noite no Cangaceiro...Helena de Lima • RGE • LP
- (1968) Helena de Lima e Banda da Polícia Militar do Estado da Guanabara • RGE • LP
- (1969) Vale a Pena Ouvir Helena • Discolar • LP
- (1969) Uma Noite no Drink • RCA Victor • LP
- (1970) Helena de Lima e Adeílton Alves cantam Ataulfo Alves • MIS • LP
- (1975) É Breve Tempo das Rosas • Tapecar • LP
- (1977) Helena de Lima • RGE/Fermata • LP